# Macon Whoopees
Macon Whoopees byl profesionální americký klub ledního hokeje, který sídlil v Maconu ve státě Georgie. V letech 1973–1974 působil v profesionální soutěži Southern Hockey League. Whoopees ve své poslední sezóně v SHL skončily v základní části. Klub byl během své existence farmami celků WHA. Jmenovitě se jedná o Cleveland Crusaders a Houston Aeros. Své domácí zápasy odehrával v hale Macon Coliseum s kapacitou 7 182 diváků. Klubové barvy byly červená, bílá a modrá.

## Přehled ligové účasti
Zdroj: 
- 1973–1974: Southern Hockey League